# Pietro Abbà Cornaglia
Répertoire
œuvres pour piano et orgue, opéras, musique sacrée
Pietro Abbà Cornaglia (né le 20 mars 1851 à Alexandrie, dans le Piémont, alors dans le royaume de Sardaigne, et mort dans la même ville le 2 mai 1894) est un compositeur italien du XIXe siècle.

## Œuvres
Pietro Abbà Cornaglia a écrit pour le piano et l’orgue. Il a également composé de la musique sacrée.
Opéras
- Isabella Spinola, Milan, Teatro Carcano, 1877
- Maria di Warden, Venise, Teatro Rossini, 1884
- Una partita a scacchi, Pavie, Teatro Fraschini, 1892

Livres
- Impressioni di un viaggio in Germania
- Sulla introduzione del canto popolare in tutte le masse di comunità e specialmente nella scuola, Alessandria 1880
- Storia e filosofia della musica, Alessandria 1881

## À noter
Giuseppe Giacosa a été le librettiste de son œuvre La Partie d’échecs.

## Source de traduction
- (it) Cet article est partiellement ou en totalité issu de l’article de Wikipédia en italien intitulé « Pietro Abbà Cornaglia » (voir la liste des auteurs).